# Coupe des Pays-Bas de football 2017-2018
Navigation
Édition précédente Édition suivante
La Coupe des Pays-Bas de football 2017-2018, nommée la KNVB beker, est la 100e édition de la Coupe des Pays-Bas. La compétition commence le 19 août 2017 et se termine le 22 avril 2018, date de la finale qui se dispute au Stade de Feyenoord. 
Le club vainqueur de la coupe est qualifié pour la phase de groupe de la Ligue Europa 2018-2019.

## Déroulement de la compétition
Tous les tours se jouent en élimination directe. À chaque tour, un tirage au sort est effectué pour déterminer les adversaires.
Les clubs qui jouent en Europe ne peuvent pas s'affronter avant les huitièmes de finale.

## Calendrier
| Tour                  | Date                            | Équipes participantes |
| --------------------- | ------------------------------- | --------------------- |
| 1er tour qualificatif | 19 août                         | 28                    |
| 2e tour qualificatif  | 19 au 26 août                   | 54                    |
| 1er tour              | 19, 20 et 21 septembre          | 64                    |
| 2e tour               | 24, 25 et 26 octobre            | 32                    |
| Huitièmes de finale   | 19, 20 et 21 décembre           | 16                    |
| Quarts de finale      | 30 et 31 janvier et 1er février | 8                     |
| Demi-finales          | 28 février                      | 4                     |
| Finale                | 22 avril                        | 2                     |

## Résultats

### Huitièmes de finale
Les matchs des huitièmes de finale se déroulent entre le 19 et le 21 décembre 2017.
| Date             | Club                | Résultat        | Club                |
| ---------------- | ------------------- | --------------- | ------------------- |
| 19 décembre 2017 | PEC Zwolle          | 2 - 0           | NEC Nimègue         |
| 19 décembre 2017 | SC Cambuur          | 3 - 0           | GVVV                |
| 19 décembre 2017 | Willem II Tilburg   | 3 - 0           | RKC Waalwijk        |
| 20 décembre 2017 | PSV Eindhoven       | 4 - 1           | VVV Venlo           |
| 20 décembre 2017 | Fortuna Sittard     | 2 - 4           | AZ Alkmaar          |
| 20 décembre 2017 | FC Twente           | 1 - 1 6 - 5 tab | Ajax Amsterdam      |
| 21 décembre 2017 | VVSB                | 0 - 1           | SV Roda JC Kerkrade |
| 21 décembre 2017 | Feyenoord Rotterdam | 3 - 1           | Heracles Almelo     |

### Quarts de finale
Les matchs des quarts de finale se déroulent entre le 30 janvier et le 1er février 2018.
| Date             | Club                | Résultat        | Club                |
| ---------------- | ------------------- | --------------- | ------------------- |
| 30 janvier 2018  | FC Twente           | 3 - 1           | SC Cambuur          |
| 31 janvier 2018  | AZ Alkmaar          | 4 - 1           | PEC Zwolle          |
| 31 janvier 2018  | Feyenoord Rotterdam | 2 - 0           | PSV Eindhoven       |
| 1er février 2018 | Willem II Tilburg   | 2 - 2 5 - 4 tab | SV Roda JC Kerkrade |

### Demi-finales
Les matchs des demi-finale se déroulent le 28 février 2018.
| Date            | Club                | Résultat | Club              |
| --------------- | ------------------- | -------- | ----------------- |
| 28 février 2018 | AZ Alkmaar          | 4 - 0    | FC Twente         |
| 28 février 2018 | Feyenoord Rotterdam | 3 - 0    | Willem II Tilburg |

### Finale
La finale se joue le 22 avril 2018 au Feijenoord Stadion de Rotterdam.
| 22 avril 2018 | AZ Alkmaar | 0 - 3   | Feyenoord Rotterdam                              | Feijenoord Stadion, Rotterdam |  |
|               |            | (0 - 1) | 28e Jørgensen · 57e van Persie · 90+3e Toornstra |                               |  |